# Numério Fábio Ambusto
Numério Fábio Ambusto (em latim: Numerius Fabius Ambustus) foi um político da gente Fábia nos primeiros anos da República Romana, eleito tribuno consular por duas vezes, em 406 e 390 a.C.. Era um dos três filhos de Marco Fábio Ambusto, o pontífice máximo em 390 a.C., ano em que Roma foi tomada pelos gauleses. Seus irmãos eram Cesão Fábio Ambusto (Kaeso Fabius Ambustus) e Quinto Fábio Ambusto. De acordo com William Smith, ele foi provavelmente o pai de Marco Fábio Ambusto, que foi cônsul em 360, 356 e 354 a.C. e de Caio Fábio Ambusto, cônsul em 358 a.C..

## Primeiro tribunato consular (406 a.C.)
Em 406 a.C., Numério Fábio foi eleito tribuno consular com Lúcio Valério Potito, Públio Cornélio Rutilo Cosso e Cneu Cornélio Cosso. O Senado finalmente decidiu declarar guerra a Veios, mas, apesar disto, não foi possível organizar um alistamento militar para formar o exército, seja pelo andamento das operações militares contra os volscos, seja pela oposição dos tribunos da plebe, que viam a campanha militar apenas como uma desculpa para os patrícios evitaram a discussão das reformas exigidas pela plebe.[carece de fontes?]
Ainda assim, a decisão foi continuar a guerra contra os volscos: enquanto Cneu Cornélio permanecia cuidando de Roma, Lúcio Valério e Públio Cornélio realizaram operações diversivas, especialmente contra Anzio (Antium) e Ecetra. Enquanto isso, Numério Fábio levou suas forças até Anxur (moderna Terracina), que conquistou e saqueou, seu real objetivo:
| “ | Porém, uma ordem repentina foi dada para salvar os que não estavam armados e então todos os sobreviventes largaram voluntariamente as suas; assim, cerca de 2 500 foram capturados vivos. Fábio impediu que seus pusessem as mãos no butim antes que seus colegas chegasse, afirmando que Anxur havia sido capturada pelos exércitos deles ao não permitirem que outros volscos protegessem o local. Quando os colegas chegaram, os três exércitos saquearam a cidade, que era muito rica, pois havia gozado de um longo período de prosperidade. | ” |
|   | — Lívio, Ab Urbe condita IV, 4, 59. |   |

Foi também neste mesmo ano que o Senado declarou uma lei em favor dos soldados, que passaram a ser pagos diretamente a partir do erário público. Até então, cada soldado cuidava de suas próprias despesas.

## Embaixada até Delfos (398 a.C.)
Em 398 a.C. se verificou uma elevação do nível das águas do Lago Albano, perto de Alba Longa e, para interpretar o significado deste misterioso evento, emissários, incluindo Numério Fábio, foram enviados para questionar o Oráculo de Delfos, que profetizou que enquanto houvesse água no lago, os romanos não conquistariam Veios.

## Cerco de Clúsio (391 a.C.)
Em 391 a.C., Numério foi enviado pelo Senado com seus dois irmãos, Quinto Fábio Ambusto e Cesão Fábio Ambusto, a Clúsio para tratar com os gauleses sênones, liderados por Breno, que cercavam a cidade etrusca.[carece de fontes?]
As negociações não deram certo, porque estes embaixadores eram pessoas de natureza violenta, mais parecidos com gauleses que romanos. Os gauleses responderam que aceitavam a paz, mas exigiram território. A resposta dos romanos foi que eles não tinham direito de exigir terra sob ameaça de armas, e que eles não deviam estar na Etrúria. Os gauleses retrucaram que eles carregavam seu direito em suas armas, e a situação degenerou para uma batalha. Os romanos lutaram na linha de frente dos etruscos, e Quinto Fábio matou um dos chefes gauleses. Com isto, os gauleses esqueceram de Clúsio, se retiraram, e avançaram para Roma. Eles exigiram que Roma entregasse os três embaixadores, e o Senado, desaprovando a ação dos embaixadores, foram impedidos por razões políticas de entregar os três. Os gauleses consideram este um ato de guerra. Para o ano seguinte, os três Fábios foram eleitos tribunos consulares, junto de Quinto Sulpício Longo, Quinto Servílio Fidenato (pela quarta vez) e Públio Cornélio Maluginense.
Os gauleses ficaram furiosos com esta ofensa, pois os romanos além de não entregar os embaixadores, ainda os honraram; os romanos não previram o perigo e, não nomearam um ditador, e ficaram mal preparados para o ataque. As duas forças se encontraram perto do rio Ália, e foi uma vitória gaulesa. Em seguida, os gauleses avançaram até Roma, que estava com os portões abertos, pois, diante da impossibilidade de defender a cidade, foi organizada a defesa apenas da cidadela e do Capitólio. A cidade, que em 360 anos nunca havia sido derrotada, foi abandonada. Os gauleses chegaram e ocuparam a cidade, matando todos e incendiando as casas. Os gauleses foram destruídos por Marco Fúrio Camilo, que trouxe romanos que estavam em Veios.
Muitos estudiosos acreditam que a história toda dos eventos em Clúsio é fictícia, uma vez que Clúsio não tinha razão alguma para pedir ajuda para Roma e os gauleses não precisavam de provocação nenhuma para saquear Roma. A história, acredita-se, existe para prover uma explicação para um ataque que, de outra forma, seria simplesmente sem motivo; e para mostrar Roma como um bastião na defesa da Itália contra os gauleses.

## Segundo tribunato consular (390 a.C.)
Em 390 a.C., Numério foi eleito pela segunda vez com Quinto Sulpício Longo, Quinto Fábio Ambusto, Cesão Fábio Ambusto, Quinto Servílio Fidenato e Públio Cornélio Maluginense.
À Numério e aos demais tribunos Lívio reputa a maior parte da responsabilidade pela derrota romana na Batalha do Rio Ália, o prólogo do Saque de Roma pelos sênones de Breno. E ele, assim como os demais tribunos, foi depois um dos mais fortes defensores da proposta de deixar Roma em prol de Veios depois da derrota dos gauleses.
| “ | Depois de tê-la salvo em tempo de guerra, Camilo salvou novamente a cidade quando, já em paz, evitou uma imigração em massa para Veios, apesar dos tribunos — agora que Roma era uma pilha de cinzas — estivessem mais ávidos do que nunca sobre a iniciativa e a plebe a apoiasse de maneira ainda mais forte. | ” |
|   | — Lívio, Ab Urbe Condita V, 4, 49.. |   |